# Два світи
«Два світи» (дан. To verdener, англ. Worlds Apart) — данський драматичний фільм 2008 року режисера Нільса Ардена Оплева за сценарієм Оплева та Стіна Білле. У фільмі зіграли Розалінда Мінстер і Пілу Асбек. Фільм заснований на реальній історії про 17-річну дівчину зі родини Свідків Єгови, яка намагається примирити свою віру і життя, та її таємний роман з небоговірним хлопцем. Фільм взяв участь у Берлінському міжнародному кінофестивалі 2008 року і був поданий Данією на здобуття премії Оскар 2009 року за найкращий фільм іноземною мовою.

## Сюжет
Сара — підлітка, її сім'я належить до Свідків Єгови. Її батьки розлучаються через невірність батька, і благочестивий імідж сім'ї ставиться під питання. Одного вечора на вечірці Сара зустрічає Тейса, старшого хлопця, який цікавиться нею. Тейс не є Свідком, і її батько відхиляє можливість їхніх стосунків, але Сара закохується і починає сумніватися у своїй вірі. Зіткнувшись з остракізмом з боку своєї сім'ї та решти громади, Сара змушена зробити найважчий вибір у своєму молодому житті.

## Акторський склад
- Розалінда Мінстер[en] у ролі Сари
- Пілу Асбек — Тейс
- Єнс Йорн Споттаг[en] — Андреас Даль
- Сара Боберг — Карен
- Андерс В. Бертельсен[en] — Йон
- Сара Юель Вернер[en] — Елізабет
- Якоб Оттенстен — Август
- Томас Кнут-Вінтерфельдт — Йонас
- Шарлотта Фіч[en] — Єтт
- Ганс Генрік Фотманн — Вагн
- Катрін Бек — Тея
- Ганс Генрік Клеменсен — Ерік